# الهيئة اليسوعية لخدمة اللاجئين
الهيئة اليسوعية لخدمة اللاجئين (JRS) (بالإنجليزية: Jesuit Refugee Service)‏ هي منظمة دولية كاثوليكية تأسست في تشرين الثاني / نوفمبر 1980 وتم تسجيلها رسمياً في الفاتيكان بتاريخ 19 مارس 2000 هي عمل رسولي تابع للرهبنة اليسوعية مهمتها دعم وخدمة النازحين والمهجَّرين قسراً والدعاء لهم. تقوم هذه الهيئة بتأديت خدماتها على المستوى الوطني والإقليمي بدعم من المكتب الدولي في روما
برامج الهيئة اليسوعية لخدمة اللاجئين موجودة في 50 دولة وتقدم المساعدة للنازحين في المخيمات والمدن والأفراد المهجَّرين ضمن دولهم وطالبي اللجوء داخل المدن، والأفراد الموجودين في مراكز الاحتجاز. مجالات العمل الرئيسية هي التعليم والمساعدة الطارئة والرعاية الصحية النشاطات المولدة للدخل والخدمات الاجتماعية.